# キンギョ
キンギョ（金魚、学名: Carassius auratus）は、フナの突然変異を人為的に選択し、観賞用に交配を重ねた結果生まれた観賞魚。飼育が容易であるため、世界中で親しまれている。
原産地は中国。中国のフナ（鯽、チイ）の突然変異種であるヒブナを改良したものである。初めて学名をつけたスウェーデンの生物学者カール・フォン・リンネは、キンギョをフナではなくコイの仲間とみなし、Cyprinus auratus Linnaeus, 1758と命名している（auratusはラテン語で「金色の」という意味）。近年、DNA分析の結果ギベリオブナ Carassius gibelio (Bloch, 1782)が直接の先祖にあたることが判明した。そのため、本来記載年の古いCarassius auratusがギベリオブナの学名になるはずだが、Opinion 2027によりギベリオブナの学名はCarassius gibelioのままとなった。しかしながら、別のDNA解析の結果では中国南部に生息するCarassius auratus auratus、特に長江下流の系統からの母系を起源に持つという結果も出ている。
淡水性で主に藻や水草を食べる。卵生で水中の植物に産卵する。通常30センチメートル程度まで成長する。寿命は10年-15年（ギネス記録は43年、非公式で45年）。品種改良により、様々な色・形態の金魚が作り出されている。

## 品種

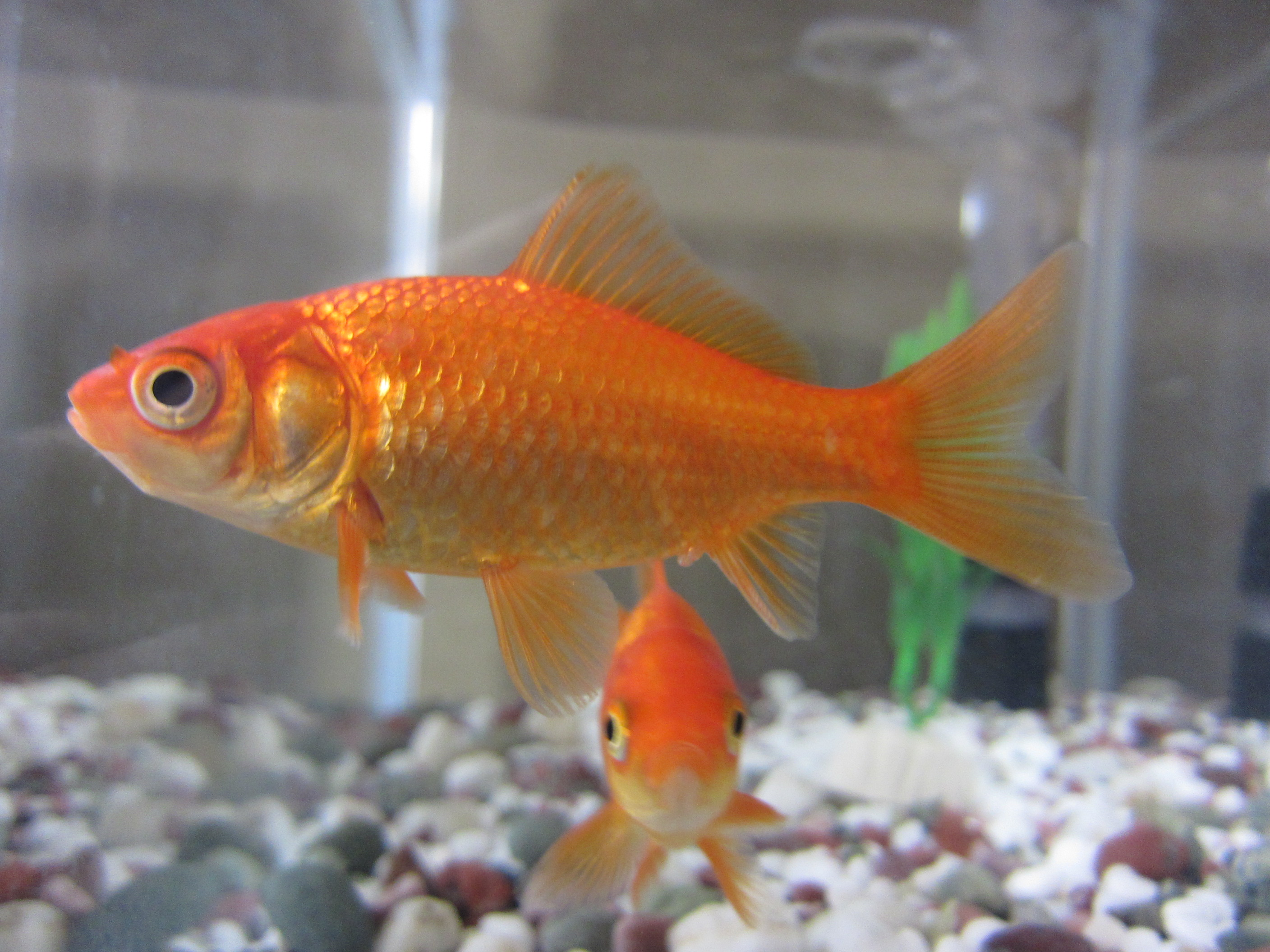
ワキン

金魚はその祖先であるフナと同じく、染色体が倍化した四倍体性であるため、遺伝的変異を起こしやすい。この特徴を利用して人為的に様々な品種が作りだされてきた。比較的フナの体型に近い和金、ずんぐりした体に長いひれを持つ琉金、眼球が左右に飛び出した出目金などは、日本では明治時代までに輸入された移入種であり、古くから親しまれてきたものである。これらを品種改良して、黒い斑点のある東錦、背びれがなく頭部に瘤をもつ蘭鋳、短い体に長いひれ、頭に瘤があるオランダ獅子頭などが様々な品種がつくられた。愛知県産の地金、高知県産の土佐金、島根県産の出雲南金などは各県の指定天然記念物となっている。2015年時点、日本観賞魚振興事業協同組合が認定している日本産の品種だけでも31種あり、認定の可能性のある品種を含めると50種類にもなる。これらにさらに明治以降に中国から輸入された水泡眼、アメリカから輸入されたコメットなどが加わっている。
このように金魚の色・形態は品種によって大きく異なっているが、いずれの品種も分類学上はすべてCyprinus auratusとして扱われる。品種改良された金魚は自然の中での生存競争に向かず、フナの色や形に先祖返りしてしまう傾向があるため、品種を保つには意識的な維持・管理が不可欠となる。なお原産地の中国では、草種金魚（フナに近いもの）、文種金魚（尾が開いたもの）、蛋種金魚（背びれがなくなったもの）といった呼称はあるものの、日本のように品種といった明確なくくりはなく、品種よりも個体ごとの変異や特徴を楽しむ傾向がある。

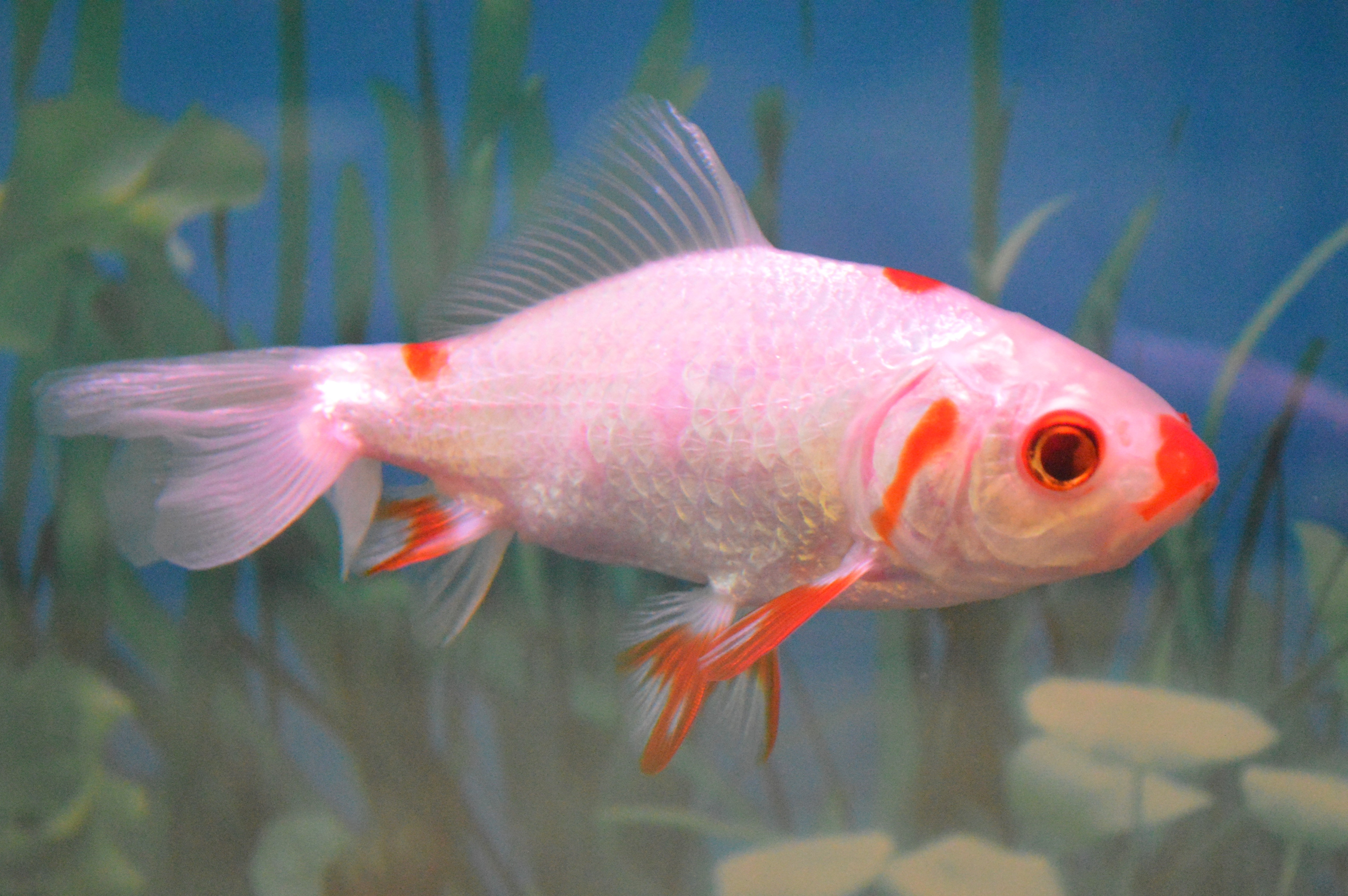
和金（更紗）
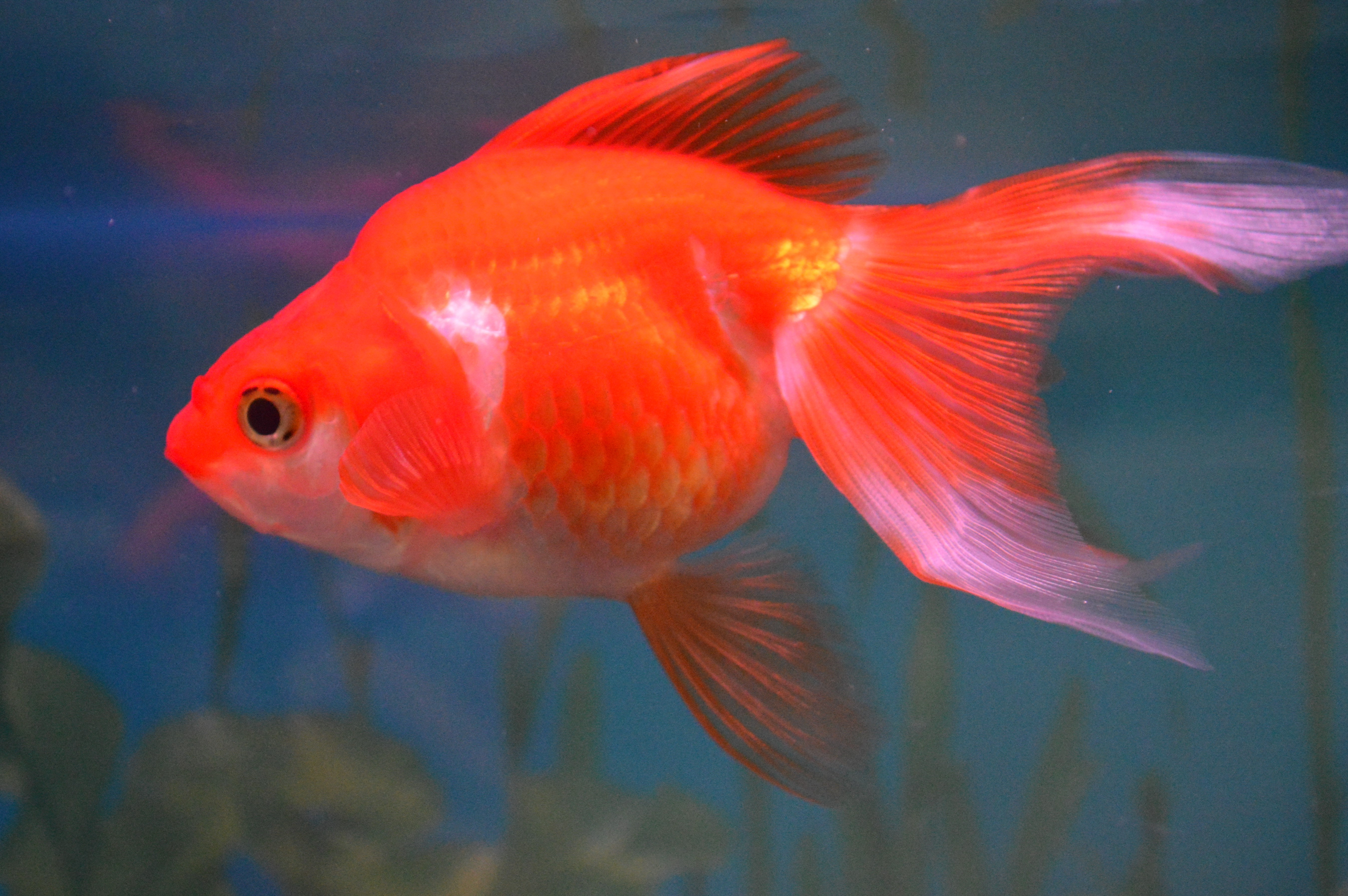
琉金（赤）
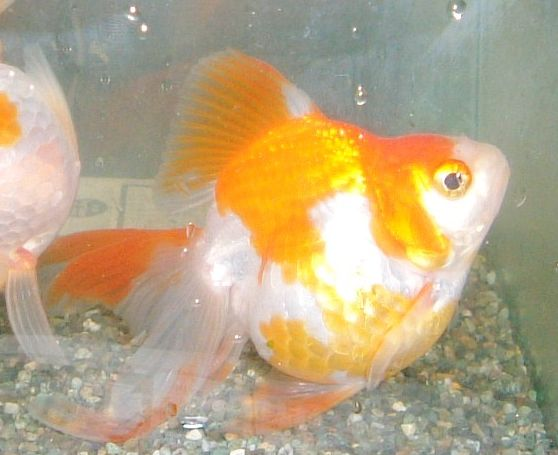
琉金（赤白）
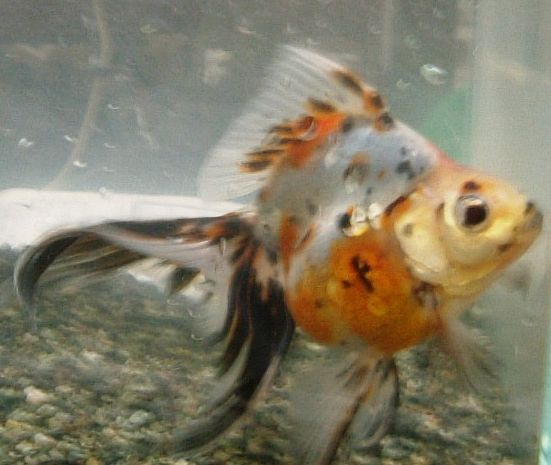
琉金（キャリコ）
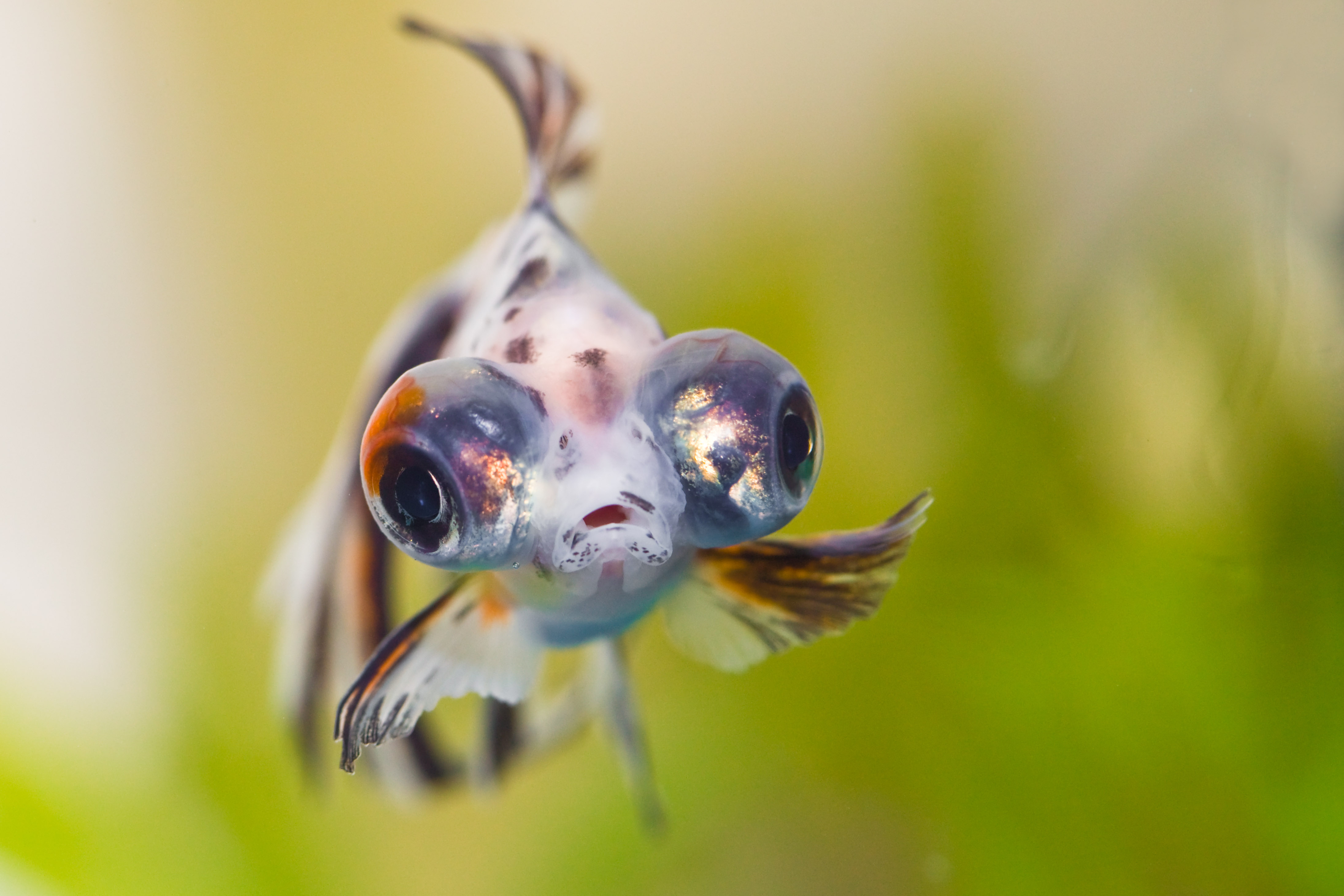
出目金（更紗）
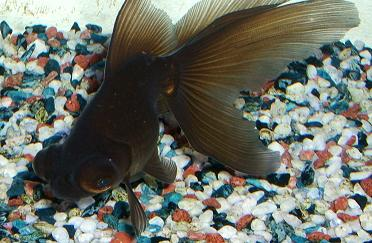
出目金（黒）
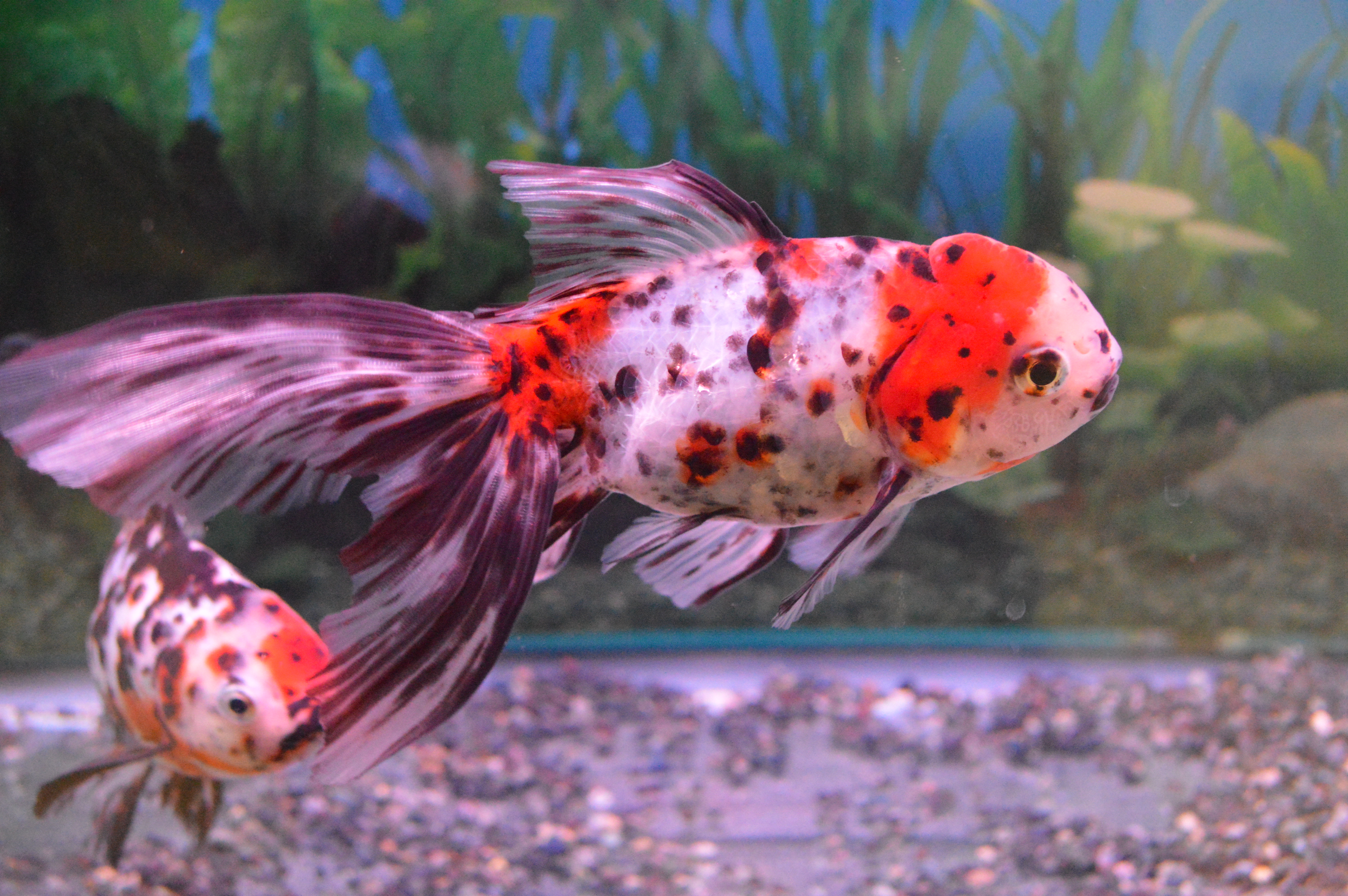
アズマニシキ
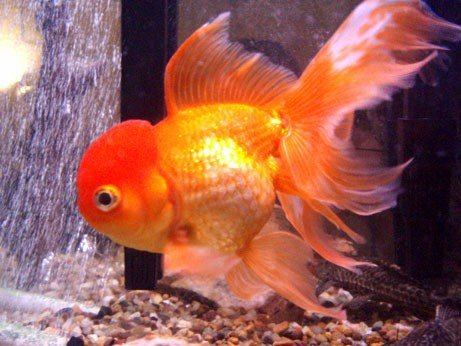
オランダシシガシラ
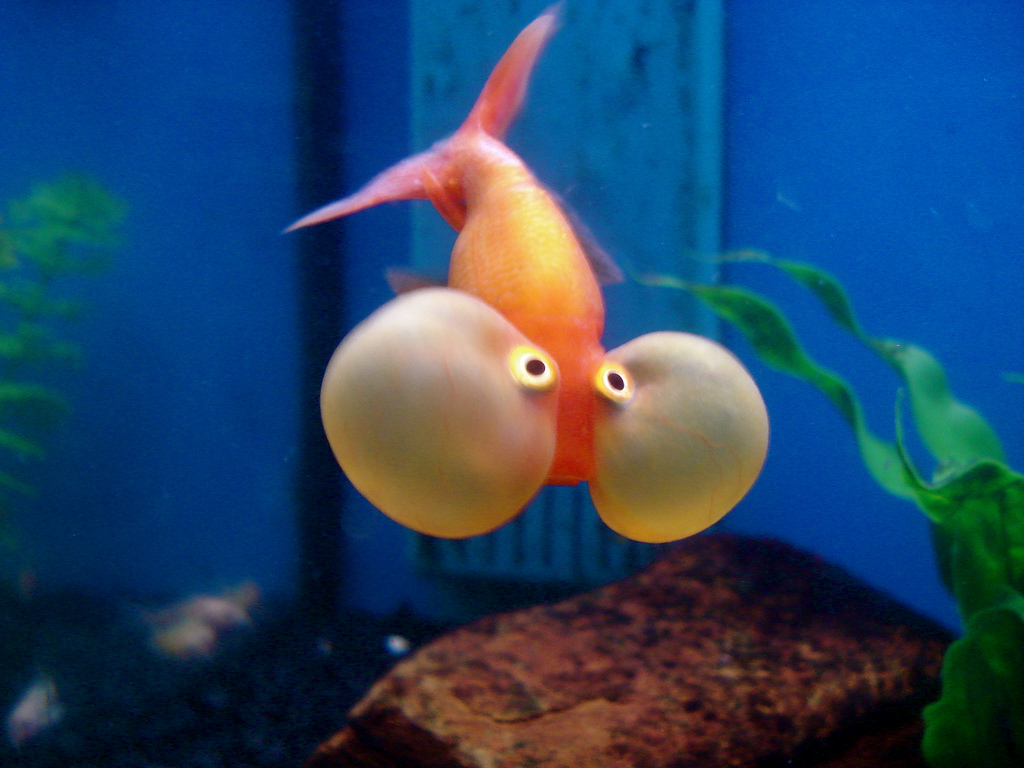
スイホウガン
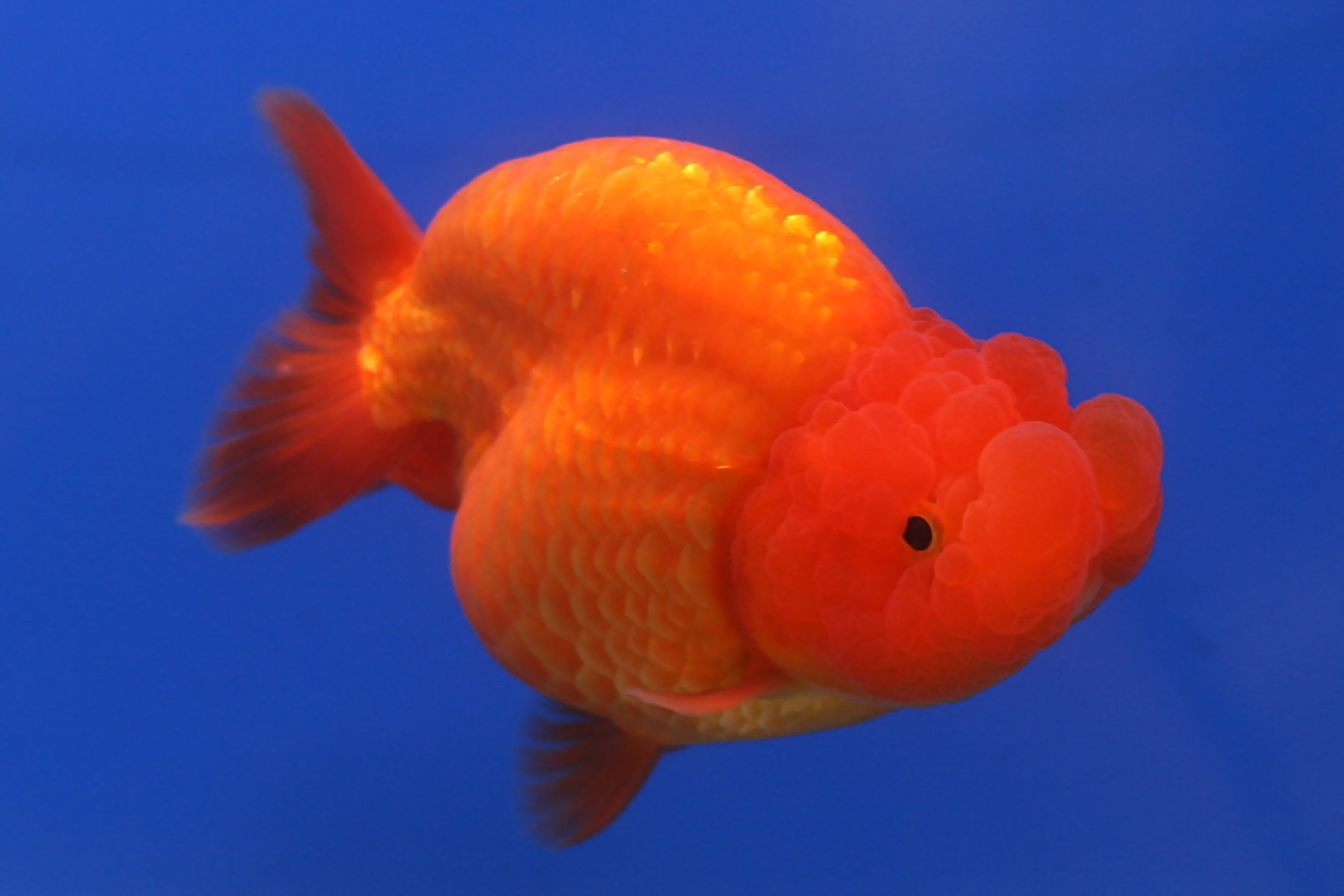
ランチュウ
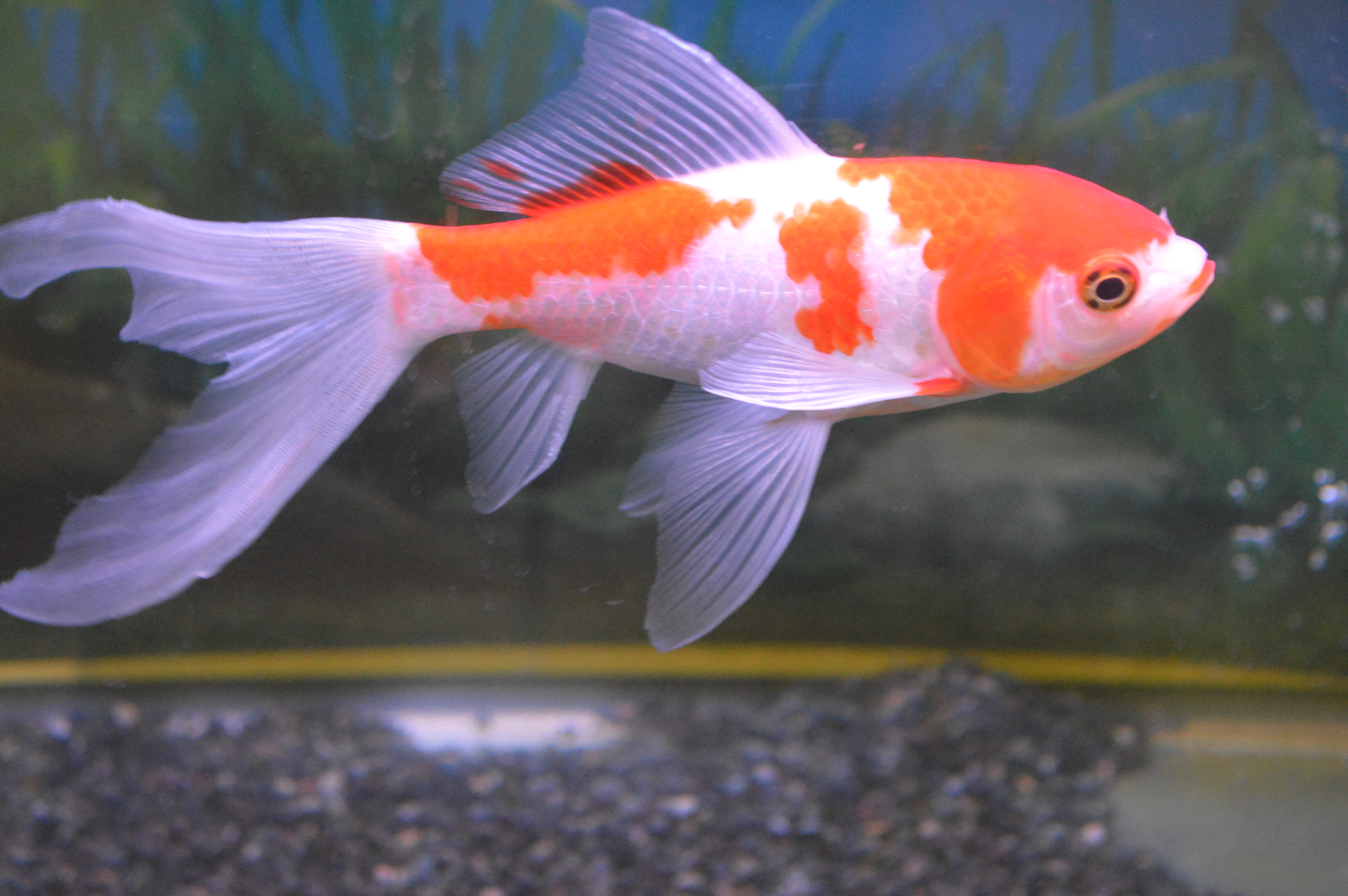
コメット

## 体色・模様
体色は白、オレンジ（金色）、赤、黒、茶など様々である。孵化してからしばらくの間はフナと同じく黒色をしており、ここから徐々に赤い色などに変化していく（これを褪色現象という）。色は成長とともに変化することもあり、クロデメキンなど黒い色をしたキンギョでは数年経過してから褪色が始まり、金色になってしまうこともある。キンギョの体色には、以下のような呼び名がついていることがある。
猩々
赤のみ。
素赤
体は赤く、各ヒレの先端が白い。
更紗
代表的なのは赤と白の模様であるが、他には白と黒、赤と黒のものもある。赤の比率の多いものを赤更紗、白の比率の多いものを白更紗と呼ぶこともある。白と黒はパンダ、赤と黒はレッサー、サビリュウと呼ばれている。
キャリコ
赤、黒、白などによる複雑なまだら模様。
丹頂
頭頂部のみ赤で、他は全て白のもの。
背赤
背中のみが赤で、他は全て白のもの。
両奴
頭部が白く、両方のエラ蓋が赤いもの。
六鱗
口、エラ蓋、ひれのみが赤で、他は全て白のもの。

## 尾の形
キンギョの特徴の一つは、その独特な尾の形である。フナ尾、吹き流し尾、三つ尾、四つ尾、そり尾、さくら尾、クジャク尾などといった種類がある。特に、三つ尾、四つ尾など、尾ひれの背面側が癒合して腹面に向けて左右に分かれた形は、他の観賞魚の変異にも似たものが見あたらない。
鮒尾
一本尾ともいう。ワキン型の品種に多く見られる。ブリストル朱文金などのハート型に見える大きなフナ尾は、ハート尾と呼ばれ好まれる。コメットや朱文金などに見られる長いフナ尾は、吹き流し尾と呼ばれ、その特徴となっている。
三つ尾
平付尾ともいう。二枚のフナ尾が上向きになってくっつき、2つの谷と3つの山ができた形。
四つ尾
三つ尾の真ん中の山に切れ込みが入って、3つの谷と4つの山ができた形。
桜尾
三つ尾の真ん中の山に少しだけ切れ込みが入った形、もしくは四つ尾の真ん中の山の切れ込みが浅い形。
孔雀（クジャク）尾
四つ尾が上向き（水平）ではなく垂直になっている形。地金（ジキン）特有の尾。
平付け反転尾（反り尾）
三つ尾や桜尾の尾葉が体軸に対し並行に大きく広がり先端が反り返っている形。土佐錦魚（トサキン）特有の尾。
蝶尾
四つ尾の谷が小さくなって山が大きく広がった形。

## 飼育
水槽や池、水、砂利または濾過機が必要である。金魚鉢と呼ばれる小型の飼育容器もあるが、水槽はなるべく大きなものがよい。キンギョは、水温の変化に合わせて体温も変化する変温動物であり、水温が高くなれば体温が上がり、活発に行動し、食欲も旺盛となるが、逆に水温が下がると体温も下がり、動きが鈍くなってエサを食べても消化が衰える。キンギョの適応可能水温は1℃以上35℃未満であるが、これはあくまで適応可能な範囲であり、およそ15℃から28℃までの範囲が快適水温である。一般的にキンギョは、5℃以下では冬眠状態であり、15℃以上では元気に動いてエサを食べる。20℃以上28℃未満の範囲では動きが活発で食欲もすこぶる旺盛である。しかし、28℃以上になると動きが鈍く、食欲も下がってしまう。人間の体温は、キンギョにとってはきわめて高温であるため、移動などの際には網などを使用し、人の手で直接触ることは避けることが望ましい。また、キンギョは急激な水温の変化に耐えることができない。特にプラスマイナス5℃以上の水温変化はキンギョの体調に悪影響を与えるので、水の入れ替えなどでは注意が必要である。水換えは、ポンプ等で水を3分の1ないし2分の1程度を抜き、濾過機の汚れやすい部分は飼育水で良く洗い、換え水は予めカルキ抜き（塩素除去）を施した水道水をバケツなどに用意しておき、それを利用するとよい。キンギョ飼育を続けると、エサの食べ残しや糞、尿などによって水質はどんどん悪化していくが、悪化した水質は好気性のバクテリアのはたらきで無害化される。そのために、水槽のなかでバクテリアを繁殖させることがキンギョ飼育にとっては大切で、飼育水を全て水道水に入れ替えたり、濾過機・濾過材を水道水で洗ったりするとバクテリアが死滅してしまう可能性がある。また濾過材を新品と交換する場合、水換えと同時に行うと一時的にバクテリアが大きく減少するため、両者の間には二・三日以上の時間差を設けるとよい。またバクテリアを維持するために、水槽の底に砂利や小石を敷くことがよく行われる。麦飯石や木炭・竹炭はいずれも多孔質で、水中に入れておくと水質の維持・改善に一定の効果があることが認められている。もしもキンギョの病気が発生して、対処のために水や砂利などをすべて交換する、薬剤を水に混ぜる、水槽内を殺菌・消毒するといった場合には、水槽内の環境をあらためて一から整えてやる必要がある。
一般にはキンギョは人に慣れない生物と思われがちであるが、愛情を込めてこまめに飼育をすると手乗りのインコ同様に慣れ、人影を認めるとエサをねだるようになる。原種に近い和金以外では可能であり、「どんぶり金魚」はこれを応用した例である。
エサは、藻などの植物性、虫やイトミミズなどの動物性いずれも食べる。栄養素をバランスよく配合した市販のエサが便利で、水質悪化を緩和するためのバクテリア等が配合されている商品もある。1日1回から2回、5分以内に食べきれる量をあたえるとよい。また、新しい環境に慣れるまでの3日くらいはエサを与えない方がよいとされている。

## 病気
寄生虫によるもの、感染症によるものなど様々な原因で病気にかかる。主な病気に尾ぐされ病、松かさ病、穴あき病、白点病、水カビ病、転覆病、カラムナリス病、風船病、イカリムシ症、チョウ症、運動性エロモナス敗血症、キンギョヘルペスウイルスなどがある。

## 養殖方法
キンギョは、オスとメスを一緒に飼っていても、産卵のための工夫を何もしない場合、稚魚が見つかることはメダカなどと比べるとまれである。産卵しても、放っておくと親を含めた成魚が産み付けた卵を食べつくしてしまうことが圧倒的に多いためである。

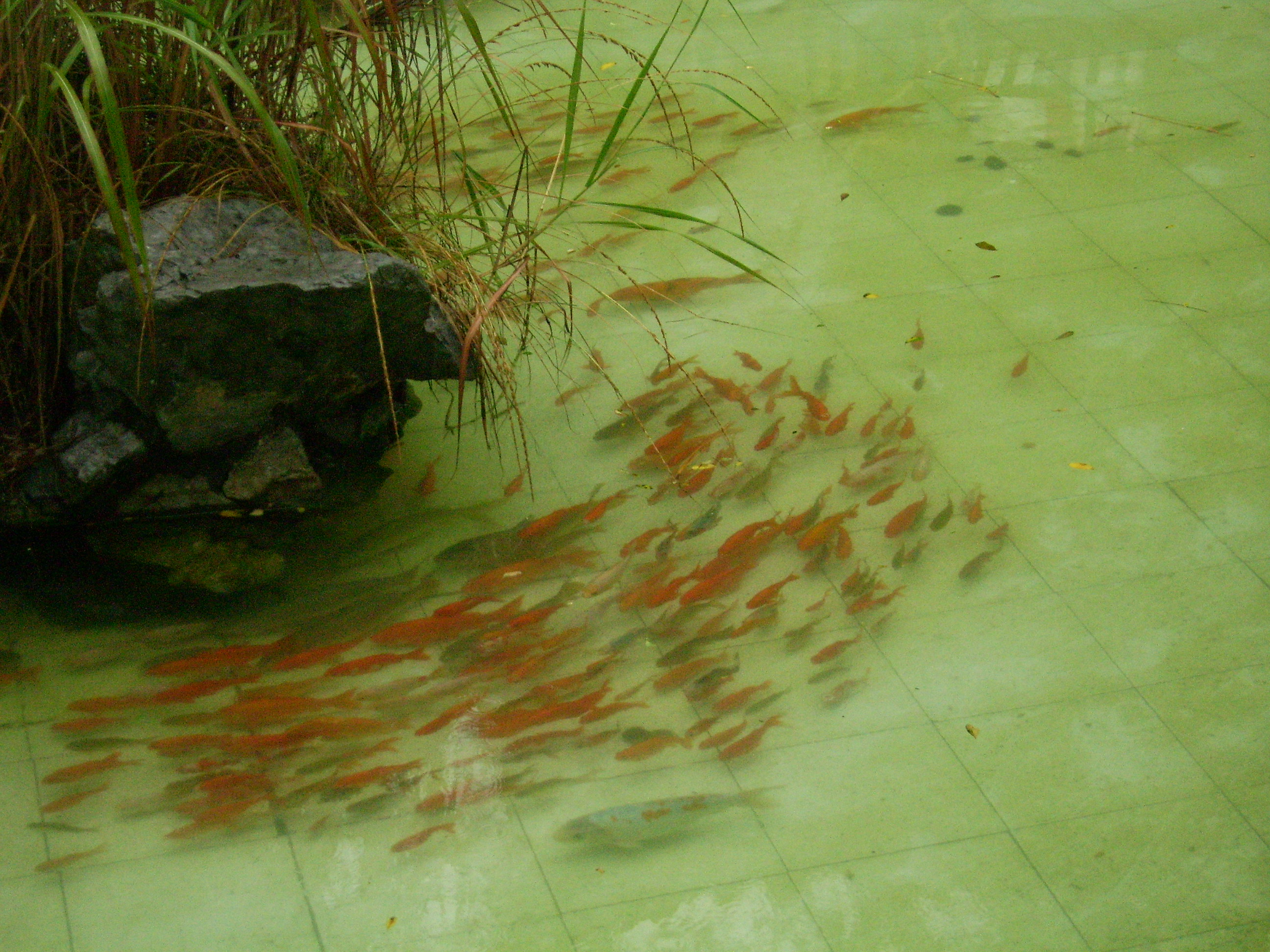
中華人民共和国の池で養殖されるキンギョ
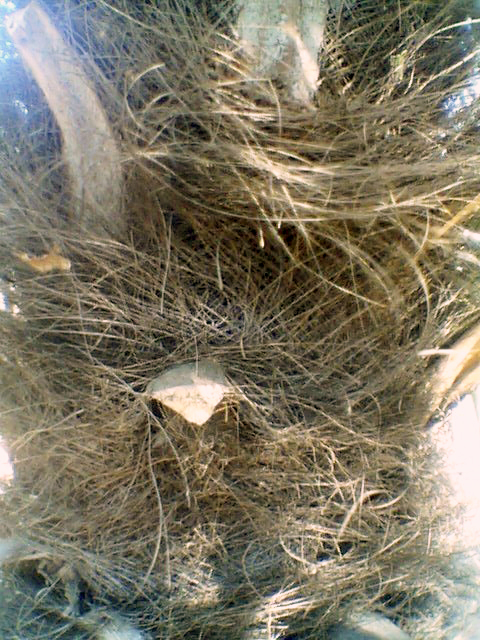
産卵床として利用されることがあるシュロ皮（シュロの樹皮）
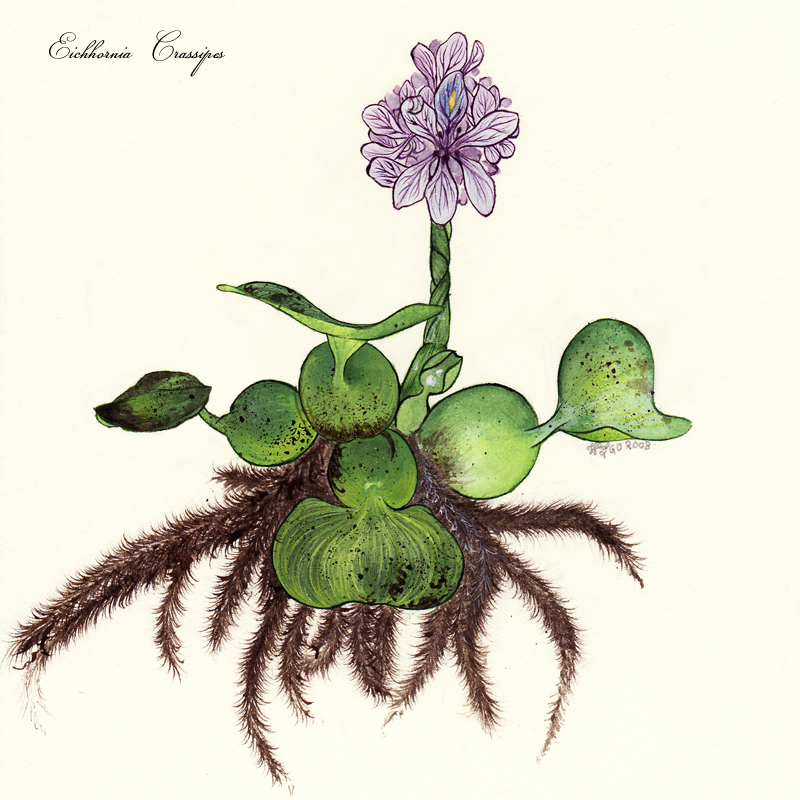
ホテイアオイの根

### 産卵
キンギョの増やし方は比較的容易であるが、成魚からの捕食を防ぐため、水槽は別途用意する必要がある。
日本では春先（3月末頃から6月ぐらいまで）が、キンギョの繁殖の主たるシーズンである。繁殖期のキンギョのオスは、エラ蓋と胸ひれに「追い星」という白い斑点が浮き出し、メスを追いかけて産卵を促すようになるので、水槽にはシュロなど、魚のための産卵床（）となりそうな物を入れる。亀の子たわしでも代用できる。大量に産卵させたい場合は、シュロの皮を針金に巻き、直径8センチメートル、長さ30センチメートル程度のブラシ状にすると良い。シュロの皮が入手しにくい場合は、ヤシの実の内皮（たわしの材料）やホテイアオイの根、アナカリスやカボンバなどの水草などでも卵を産み付けられる。
産卵期が春先や秋口のことが多いため、オスは3歳前後、メスは4歳前後を水温19度前後の水槽に入れる。人為的に産卵時期を変えることもできるが、奇形の発生率が上がったり、孵化率が下がったりする。産み出された卵は直径1mm前後である。なお、卵の生存については色で判別可能であり、生存している卵は無色透明だが、死亡した卵は乳白色である。

### 稚魚飼育
産み付けられた卵を見つけたら、水草ごと別の水槽に入れて孵化を待つ。稚魚用の水槽にも濾過装置やエアレーションが必要であり、酸欠による卵の死を防ぐためにエアレーションを微量だけ行い、水槽の水が対流するようにするとよい。大量のエアレーションを行うと、気泡による物理的ダメージで稚魚の奇形の発生率を高めてしまう可能性があり、濾過装置に稚魚が吸い込まれないよう注意も必要である。稚魚は孵化後3日くらいはじっとして動かず、お腹のヨークサック（卵のう）の栄養で育つ。稚魚が泳ぎ出したら稚魚用のエサが必要となる。稚魚用のエサとして市販されている商品もあるが、成魚用のエサを乳鉢で細かく砕いてあたえてもよい。

## 歴史

### 中国
金魚は長江下流域の浙江省近辺が発祥の地とされている。中国では南北朝時代には既に飼育されていたが、当時はまだ一般的ではなかった。養殖が盛んに行われるようになったのは宋代に入ってからであり、開宝年間（968年-975年）に現在の上海に近い浙江省嘉興の地でキンギョ放生がなされたと伝わる。明代に入ると品種も増えている。中国の金魚は長らく皇帝・皇族や貴族、士大夫、郷紳らによって飼育・愛玩されてきた奢侈品であった。このため景徳鎮の陶磁器などとともに、中華人民共和国成立後の文化大革命（文革）においては「旧文化」として非難・攻撃・破壊の対象となり、生産・流通・飼育とも壊滅状態に陥った。生産者や関係者、更にその家族まで帝国主義者として吊るし上げられ、浙江省の養魚場も破壊された。金魚も大量に殺され、中でも貴重な系統の親魚が多く失われたことから金魚生産は回復不能なほどの大打撃を受け、その歴史は断絶。生産手段や技術もほとんど失われたため、金魚生産で生計を立てていた人々が多かった地域では文革終結後も経済的に非常に苦しい状態が続いた。1978年（昭和53年）8月に日中平和友好条約が調印され民間の日中交流が拡大すると、日本の金魚生産者が浙江省などに出向いて親魚の提供や技術移転を行って復興に協力し、間もなく日本のような大量生産も始まった。庶民に流通するようになったのは改革開放政策実施後のことである。現在は中国伝統の特産物の一つとされるのみならず、日本や欧米への輸出品として、生産者は政府の支援を受けるに至っている。現在、中国のキンギョは大都市の花鳥魚虫市場で販売されている。
中国語において「金魚」の発音（ピン音で jīnyú ）は「金余」と同じ縁起が良いものとされ、現在でも広く愛玩される背景の一つとなっている。お金が余るほど儲かるようにという願いをこめて店の軒先に金魚、またはその置物を置くところもわずかではあるが存在する。

### 日本
日本では鎌倉時代にはその存在が知られていたが、金魚そのものは室町時代に中国の明から伝来した。後述の『金魚養玩草（きんぎょそだてぐさ）』によれば、文亀2年（1502年）に和泉国堺（現在の大阪府堺市）に渡来したとある。ただ当時はまだ飼育方法や養殖技術等が伝わっておらず、定着には至らなかった。
江戸時代に大々的に養殖が始まったが、その初期においてはまだまだ奢侈品であった。江戸前期、大坂の豪商である淀屋辰五郎は、天井にとりつけた舶来物のガラス製の大きな水槽の中に金魚を泳がせ、下から眺めることにより暑気払いをしたと伝えられている。江戸中期にはメダカとともに庶民の愛玩物として広まり、金魚売りや金魚すくいなどの販売形態も成立した。俳句においては夏の季語となっている。
金魚愛好が広まったのは、延享5年（1748年）に出版された金魚飼育書である安達喜之『金魚養玩草』の影響が大きいといわれている。庶民は金魚玉と呼ばれるガラス製の球体の入れ物に金魚を入れ軒下に吊るして愉しんだり、たらいや陶器・火鉢などに水を張って飼育したりしたようである。ガラスが普及する前は桶などに入れていたため、金魚を上から見た見た目が重要視された。
化政文化期には現在の三大養殖地で大量生産・流通体制が確立し、金魚の価格も下がったことから本格的な金魚飼育が庶民に普及する。品評会が催されるようになったほか、水槽や水草が販売され始めるなど飼育用具の充実も見られた。このころには歌川国芳の戯画「金魚づくし」（天保年間）をはじめ、当時の浮世絵や日本画の画題としても広く取り上げられている。幕末には金魚飼育ブームが起こり、開国後日本にやってきた外国人の手記には、庶民の長屋の軒先に置かれた水槽で金魚が飼育されているといった話や金魚の絵などが多く見られる。
明治維新後、学校の池などでの飼育も始まり、また明治時代から大正時代にかけて金魚の需要も多様化し、中国からの移入や新品種の作出なども盛んになった。太平洋戦争中は「金魚を飼っている家には爆弾が落ちない」という流言が東京中に拡がり、人々は争って金魚を求めた。しかし戦争中であり、生きた金魚の入手は不可能に近く、陶器で作られた金魚のおもちゃが飛ぶように売れたという。一般に流通する品種も増え、第二次世界大戦後は理科の教材として取り上げられ更に普及した。現在も縁日や夜店の金魚すくいなどを通じて日本人には馴染み深い。
現代では各地に金魚の養殖産地がある。愛知県の弥富市（弥富金魚）、奈良県の大和郡山市（大和郡山市の金魚）、東京都の江戸川下流域が三大養殖地として知られており、他にも山形県、熊本県玉名郡長洲町などが有名である。三大養殖地のうち江戸川下流域は近年、埼玉県北部及び茨城県南部へ養魚池を移す業者が増えている。東京都東側のベッドタウンとして宅地開発が進んだためで、江戸川区の金魚養殖業者は2018年時点で2軒を残すのみである。このほか各地に美しい魚体の保存・鑑賞を目的とした、愛好会・保存会が多数存在する。奈良県では2012年にアユやアマゴと合わせて「県のさかな」に指定された。
2010年からは金魚やその水槽専門の芸術展「アートアクアリウム」が開催。全国各地で展示会が開催された後、2020年8月28日に日本橋に常設展示施設「アートアクアリウム美術館」を開館した。その後、2021年9月26日に閉館。2022年5月4日に銀座三越新館にリニューアル移転を行った。

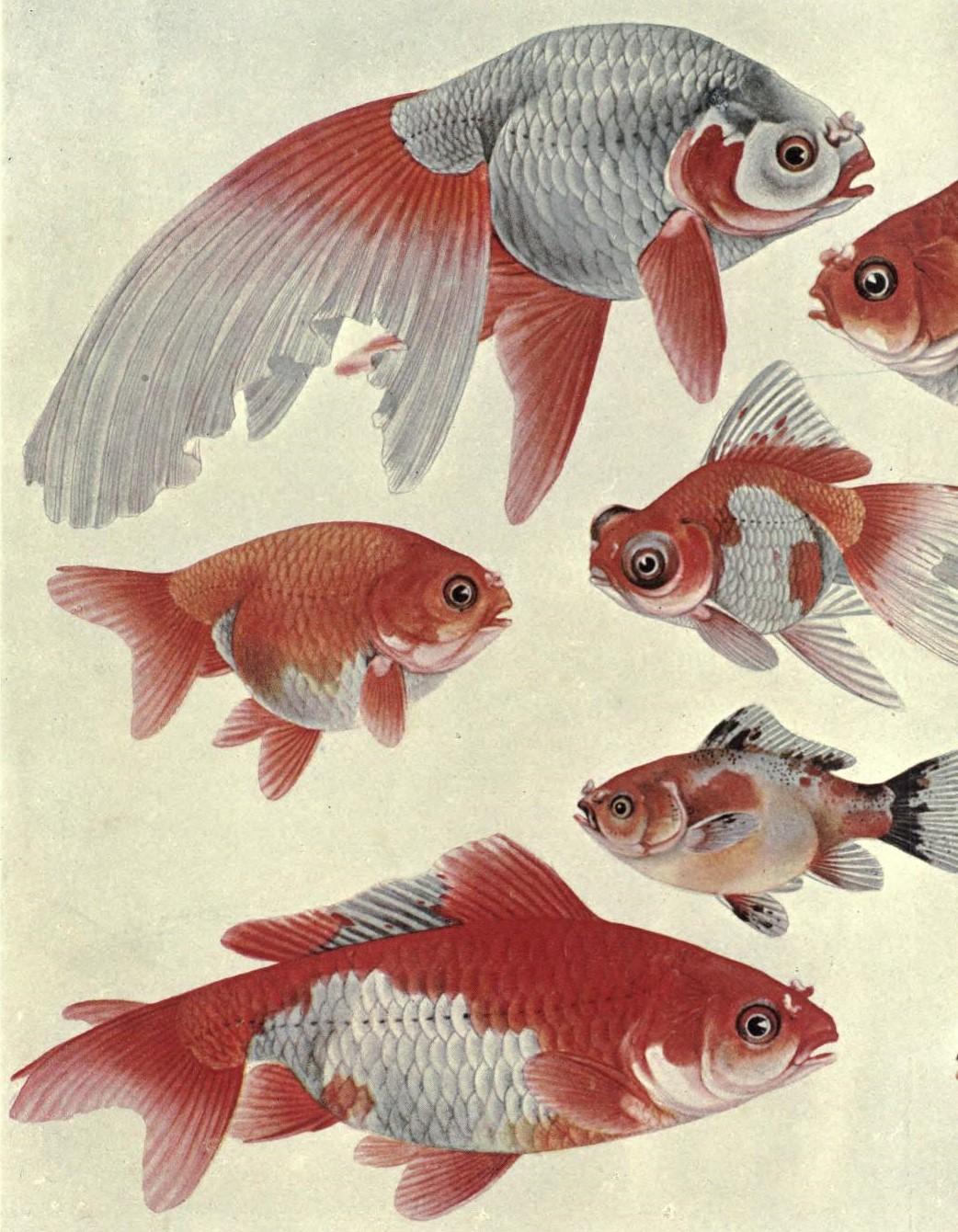
左側上より秋錦、らんちゅう、三ツ尾和金、右側上より出目金、朱文金
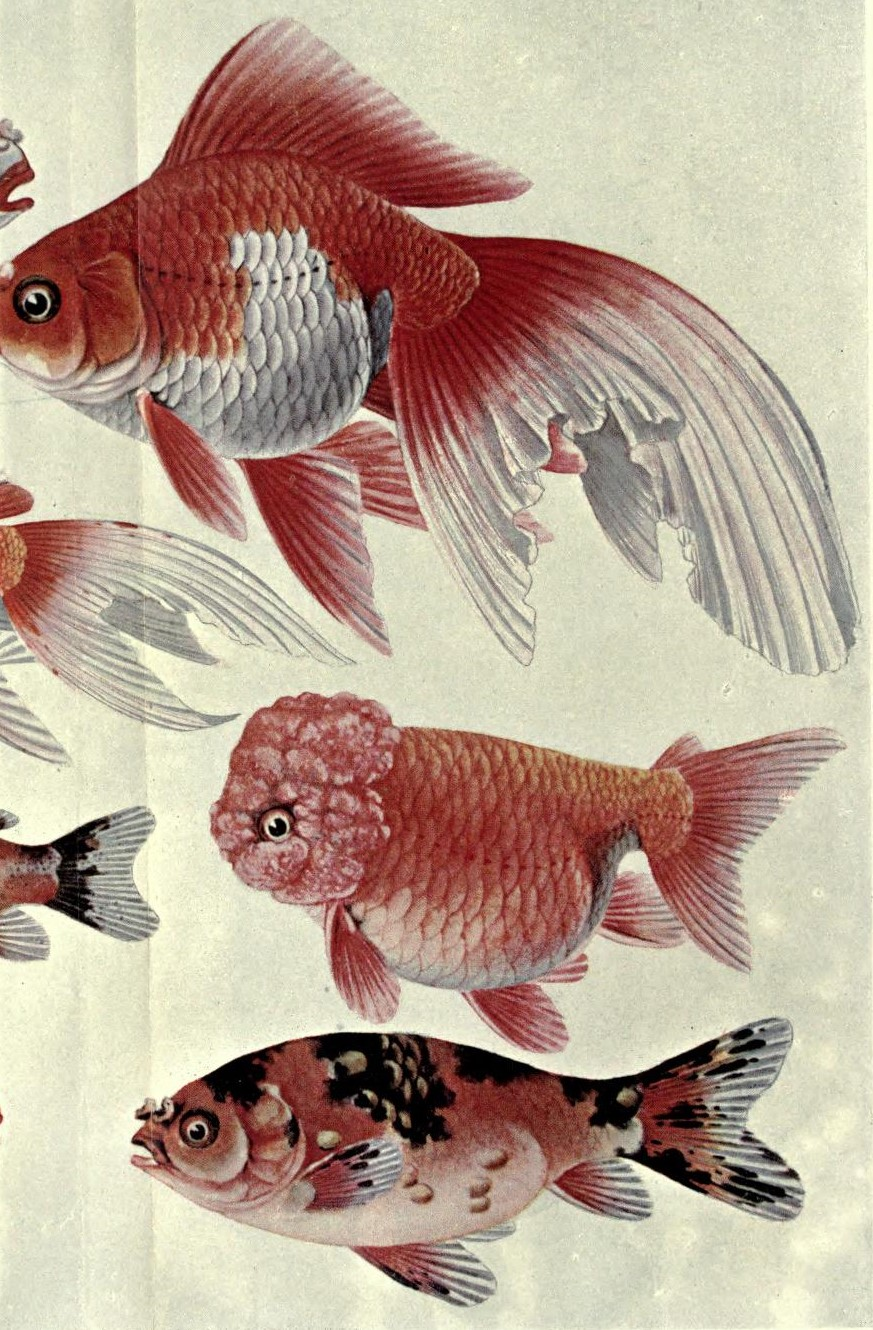
上から琉金、獅子頭らんちゅう、金らんし
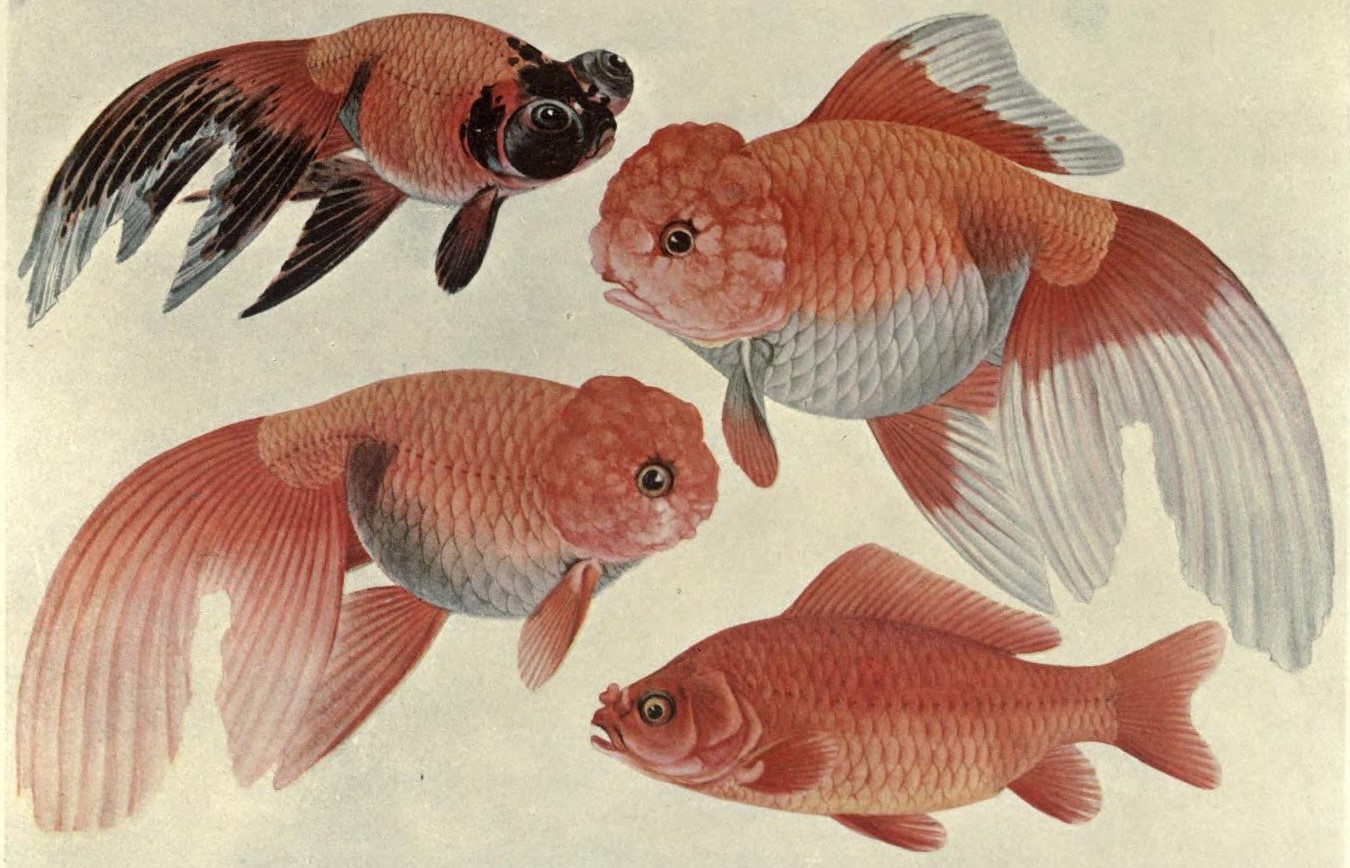
上より出目らんちゅう、オランダ獅子頭、獅子頭秋錦、船尾和金

### アジア
中国本土のほか、香港やマカオ、台湾、ベトナム、韓国などアジア各国・地域では、日本と同様に金魚の生産・飼育の歴史がある。これに関しては宮廷ドラマの時代に遡り、親善大使的な意味で贈られていた事は忘れてはならない。大半の国・地域では環境に適応する事ができずに死なせた例が多く、適応した国・地域、後に繁殖目的で持ち込まれた国での飼育が主となっている。
特に香港では住宅事情などから日本などに比べ犬や猫の飼育に困難が伴うため、ペットとしての観賞魚飼育が古くから盛んである。金魚の生産量・輸出量も多く、郊外の農村部には養魚場も点在する。また日本や東南アジアから多様な品種が輸入され流通しており、人口規模に比して観賞魚市場は大きいと言われる。風水では観賞魚は幸運を呼ぶ生物とされており、ラッキーアイテムの一種としても親しまれている。香港を代表する繁華街である旺角の「通菜街」と称する通りには、「水族店」と呼ばれるアクアショップが100軒以上集まっている一角があり、「金魚街」と呼ばれている。この「水族店」では現在も主力商品として金魚が多く流通しており、金魚があらかじめビニール袋に梱包され店先に大量にぶら下げられている光景を見ることが出来る。
小動物を愛玩する習慣が元々あまりない朝鮮半島では、韓国の都市部でインテリアの一つとして熱帯魚水槽が設置されてはいるものの、観賞魚飼育自体に人気がなく、金魚の流通も小規模である。
タイやインドネシアなどの東南アジア諸国では近年の経済成長とともに観賞魚飼育も広まりつつあり、香港と同様の売り方をするアクアショップもある。また東南アジアでは主に日本向けの輸出品として熱帯魚とともに金魚が生産されており、熱帯地域特有の気候を生かし日本や中国では見られない新品種の作出も行われている。

### その他
金魚は18世紀に中国からヨーロッパに渡り、ペットとして飼育されるようになった。またアメリカには幕末の日本から移入され goldfish という名で販売されている。ヨーロッパやアメリカで作出された品種も存在する。
一方、飼育放棄者による放流などが原因で、北米など世界各地で侵略的外来種となっている。金魚は繁殖力が旺盛であり、オタマジャクシなどを食い尽くすことがあると言われる。また寄生虫やコイヘルペスウイルスの宿主としても問題視されている。

## 科学
金魚の糞と呼ばれる体についた細長い糞が見られるが、魚類の糞は細菌などから消化管を保護するためのキチン質などからなる強固な囲食膜に覆われていることから、簡単に折れずに長い糞が体から出た状態を保持することになる。
1994年（平成6年）7月には宇宙酔いなどの研究のため、弥富金魚6匹がスペースシャトル・コロンビアに乗せられて実験動物となった。
2022年、キンギョは操縦可能な水槽で水槽を餌をもらえる方向へ操縦可能であることが確認された。
しばしば、人間より長い集中力を持つとして言及されるが、根拠のない俗説である。

## 食用・薬用
食用・薬用の習慣は中国の書物「本草綱目」や江戸中期の書物「本朝食鑑」で確認できる。ただし、日本では「煮ても焼いても食えない」とされて敬遠されてきた。
1935年に金魚の遺伝学的研究の第一人者である松井佳一農学博士（当時農林省水産試験場豊橋分場長）が、美味な食用「和金」の開発に成功した。当時の帝国水産会長野村益三のお墨付きももらい、NHK名古屋放送局でPRも行なった。